# 2012年ロンドンオリンピックのドミニカ共和国選手団
2012年ロンドンオリンピックのドミニカ共和国選手団（2012ねんロンドンオリンピックのドミニカきょうわこくせんしゅだん）は、2012年7月27日から8月12日にかけてイギリスの首都ロンドンで開催された2012年ロンドンオリンピックのドミニカ共和国選手団、およびその競技結果。

## 概要
今大会は金メダル1個、銀メダル1個、合計2個のメダルを獲得した。

## メダル
| メダル | 選手名                   | 競技 | 種目             |
| ------ | ------------------------ | ---- | ---------------- |
| 金     | フェリックス・サンチェス | 陸上 | 男子400mハードル |
| 銀     | ルグエリン・サントス     | 陸上 | 男子400m         |